# O tempora, o mores!

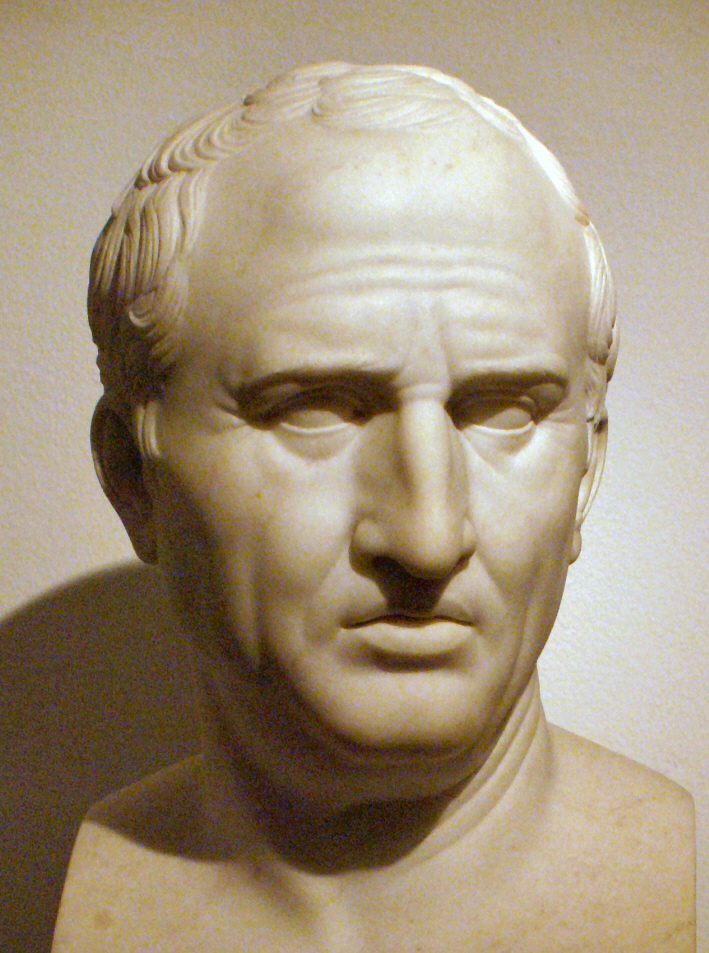
Цицерон — видный древнеримский оратор и политик, которому принадлежит данная фраза, ставшая крылатой

O tempora, o mores! (с лат. — «О времена, о нравы!») — латинское крылатое выражение. Обычно выражение применяют, констатируя упадок нравов, осуждая целое поколение, подчёркивая неслыханный характер события.
Самое известное выражение Цицерона из «Первой речи против Катилины», которая считается вершиной римского ораторского искусства. Раскрывая подробности заговора Катилины на заседании сената в присутствии последнего, Цицерон этой фразой выражает возмущение как наглостью заговорщика, посмевшего как ни в чём не бывало явиться в сенат, так и бездействием властей относительно преступника, замышлявшего гибель Республики.

О времена, о нравы! (лат. O tempora, o mores!) Сенат это понимает, консул видит; и, однако, этот [человек ещё] жив. Жив? Более того, он даже является в сенат, становится участником общегосударственного совета; […] мы же, государственные мужи, считаем, что достаточно сделали для республики, если [сами] избежали его ярости и оружия.

Но есть версия, что изначально фраза принадлежит Катону.
Катон Марк Порций
(Катон Старший, он же — Катон Цензор; 234 — ок. 148 до н. э.) — древнеримский политик, полководец и писатель.

## Примеры цитирования
У Н. А. Некрасова:
Невольно изречёшь: o tempora, o mores! — 

Когда поразглядишь, какая в жизни горесть.
У А. П. Чехова:

Так ты меня не любила и любить не будешь? […] Майор зарычал, […] потряс в воздухе плетью, и в лодке… O tempora! O mores!.. Поднялась страшная возня, такая возня, какую не только описать, но и вообразить едва ли возможно.

Стихотворение Эдгара Алана По «O tempora, o mores!».